# Морен, Жан (гравёр)
Жан Море́н (фр. Jean Morin; около 1590, Париж — 6 июня 1650, Париж) — французский живописец и гравёр. Мастер офорта, заложивший основы «большого стиля» эпохи царствования Людовика XIV в жанре парадного гравированного портрета, блестяще развитого затем Робером Нантёйлем, Жераром Эделинком и Клодом Мелланом.

## Биография
Точная дата рождения Жана Морена неизвестна: она отнесена к 1605 или к 1609 году, исходя из того, что мы знаем о жизни его родителей и его видимом возрасте на единственном известном его портрете.
Его отец, живописец Этьен Морен умер молодым (между 1612 и 1615 годами). Жан Морен был женат на Мари Уанье (или Уэнье), родом из Фландрии. У Жана было две сестры: Мария, оставшаяся незамужней (1611—1703), и Екатерина (около 1610—1672), вышедшая замуж в 1631 году за Матье ван Платтенберга, известного как Матье де Платтемонтань, художника из Антверпена, члена-основателя Королевской академии живописи и скульптуры и церковного старосты фламандской общины в Сен-Жермен-де-Пре в Париже в 1650 году. Их сын (следовательно, племянник Жана Морена) — живописец Никола де Платтемонтань; их дочь Екатерина вышла замуж за Филиппа Флёгельса и родила Никола Флёгельса, в будущем члена Академии, директора Французской академии в Риме (1725—1737).
Жан Морен, возможно, учился живописи у Филиппа де Шампаня (упоминается в записках Пьера-Жана Мариетта), однако этому нет документальных доказательств. Позднее Жан Морен полностью посвятил себя гравюре. Работал в технике резца по меди и в офорте.
Возможно, он путешествовал по Италии (он награвировал портрет кардинала Бентивольо по картине Антониса Ван Дейка, которую мог видеть в Риме).
Морен — автор многих гравюр по картинам своего учителя, а также по живописным оригиналам работы Ван Дейка, Рафаэля и Тициана. Морен активно сотрудничал со своим племянником, живописцем и гравёром Никола де Платтемонтанем.
Творческое наследие Жана Морена включает 118 гравюр, которые не датированы, их хронология неизвестна, около 50 портретов, 20 пейзажей, 11 книжных иллюстраций, 3 гравюры бытового жанра и множество композиций на религиозные сюжеты.

## Галерея
- Старая женщина на руинах. По оригиналу К. ван Пуленбурга. Офорт
- Крестьянка на прогулке. По оригиналу Ж. Фукье. Офорт
- Крестьянин и крестьянка на прогулке. Офорт
- Руины акведука. Офорт
- Святой Пётр. До 1650. Офорт, резец
- Святой Павел. До 1650. Офорт, резец
- Портрет Людовика XIII. По оригиналу Ф. де Шампеня. Резец
- Огюстен де Ту. 1641
- Aнтуан Витре, типограф короля. Резец
- Кардинал Гвидо Бентивольо. По оригиналу А. Ван Дейка
- «Memento Mori», или «Vanitas»